# Jüdische Schule (Lomnice u Tišnova)

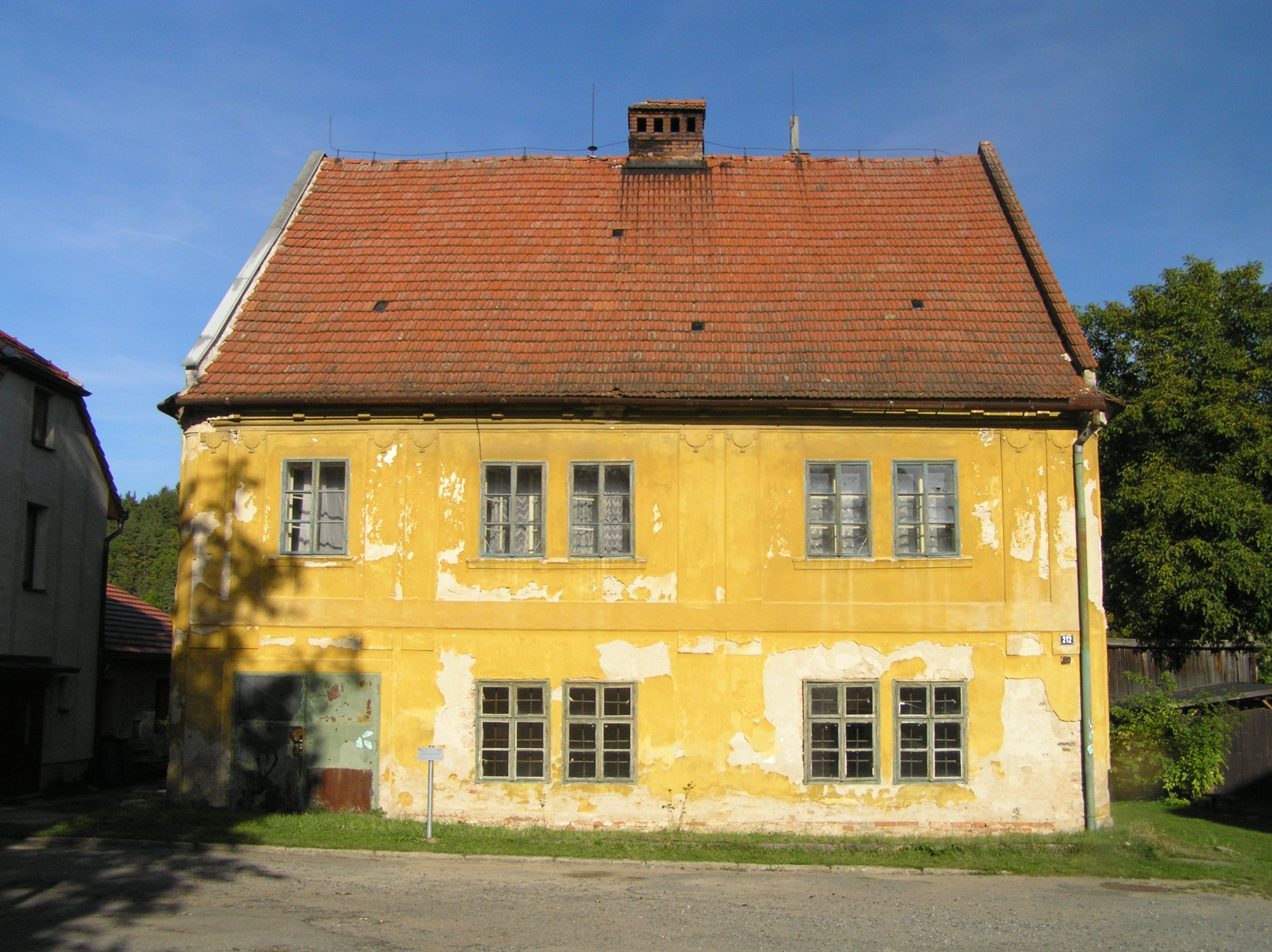
Jüdisches Schulgebäude in Lomnice

Die Jüdische Schule in Lomnice u Tišnova (deutsch Lomnitz), einer Minderstadt im Okres Brno-venkov in Tschechien, wurde 1781 eingerichtet. Das Schulhaus ist seit 2004 ein geschütztes Baudenkmal.

## Geschichte
Ein Lehrer, der von der jüdischen Gemeinde Lomnice eingestellt und bezahlt wurde, unterrichtete in deutscher Sprache die Fächer Deutsch, Mathematik und Religion. Nach vier Jahren fand eine Abschlussprüfung statt, bei der auch der katholische Pfarrer als Beisitzer anwesend war.
Im Jahr 1909 besuchten 20 katholische und acht jüdische Schüler die Schule. Die katholischen Schüler erhielten ihren Religionsunterricht zunächst in der tschechischen Schule und später von einem externen Lehrer in der jüdischen Schule. Da seit Ende des 19. Jahrhunderts die Mehrheit der Schüler katholisch war, konnte der katholische Pfarrer mit Hilfe der Obrigkeit durchsetzen, dass in der jüdischen Schule ein Kreuz aufgehängt wurde.

## Schulhaus
Das zweigeschossige Schulhaus im ehemaligen jüdischen Viertel der Stadt besaß Unterrichtsräume und eine Lehrerwohnung.